# Raiffeisenbank Mengkofen-Loiching
Die Raiffeisenbank Mengkofen-Loiching eG war eine deutsche Genossenschaftsbank mit Sitz in Mengkofen. Im Jahre 2018 fusionierte die Bank mit der VR-Bank Landau eG zur VR-Bank Landau-Mengkofen eG.

## Geschichte
Am 6. Januar 1896 gründeten 28 Aitrachtaler Bürger den Darlehenskassenverein Weichshofen, den Ursprung der heutigen Raiffeisenbank Mengkofen-Loiching eG, als eingetragene Genossenschaft mit unbeschränkter Haftpflicht mit Sitz in Ettenkofen. Das erste Geschäftsjahr schloss mit einer Bilanzsumme in Höhe von 10.766,37 Deutsche Mark und einem Gewinn von 25 Pfennig. 1913 wurden Mengkofen, Tunzenberg und Auholz in den Vereinsbezirk integriert und der Sitz der Genossenschaft nach Weichshofen verlegt. Aufgrund des relativ gut florierenden Warengeschäftes beauftragte die Genossenschaft, einen geeigneten Lagerraum zu erstellen. Selbst die Anschaffung eines zweiten Kunstdüngerstreuers und Sackkarrens wurde erforderlich und realisiert. 131 Mitglieder zählte die Genossenschaft. 1934 wurde das vom Reichsverband vorgegebene Einheitsstatut von der Generalversammlung angenommen mit der Sitzverlegung nach Mengkofen. 1946 richtete die Genossenschaft für die BayWa Dingolfing eine Getreideannahmestelle ein. Die DM-Eröffnungsbilanz wies ein Eigenkapital von 2.472,36 DM aus, 1951 betrug die Bilanzsumme 48.100 DM. Der Genossenschaftsanteil war auf 100 DM festgesetzt und in voller Höhe einzubezahlen. Die neue Firmierung infolge der Annahme eines neuen Status lautete: Raiffeisenkasse Weichshofen eGmuH mit Sitz in Mengkofen. Erstmals konnte 1958 den Mitgliedern eine Warenrückvergütung in Höhe von 5 % gutgeschrieben werden. 1968 wurde die Raiffeisenkasse Moosthenning, gegründet 1896, übernommen und die maschinelle Buchführung eingeführt. Im April 1969 beschloss die Raiffeisenkasse die Fusion mit der Raiffeisenkasse Tunding, gegründet am 12. Januar 1896, und der Raiffeisenkasse Martinsbuch, die am 18. Januar 1910 ins Leben gerufen worden war. Im Juni 1970 schloss sich die Raiffeisenkasse Thürnthenning, gegründet am 14. November 1896, der Raiffeisenkasse Weichshofen an. Die Raiffeisenkassen Lengthal, gegründet am 27. Januar 1896, und Dornwang, gegründet am 18. Dezember 1902, entschlossen sich bereits per 31. Dezember 1967 zu fusionieren und verwirklichten als Raiffeisenkasse Lengthal-Dornwang am 3. April 1971 ihren Entschluss, gemeinsam mit der Raiffeisenkasse Weichshofen als übernehmender Partner den Weg in die Zukunft zu beschreiten. Die Raiffeisenkasse Hofdorf, gegründet 31. März 1912, beschloss 1972, mit der Raiffeisenkasse Weichshofen zu fusionieren. In der Generalversammlung am 17. Mai 1974 trafen die Mitglieder die Entscheidung, die Raiffeisenkasse Weichshofen eGmbH in Raiffeisenbank Mengkofen eG umzubenennen. Die Raiffeisenbank führte mit der Raiffeisenkasse Steinbach-Mühlhausen, die am 8. Dezember 1896 ins Leben gerufen wurde, zahlreiche Fusionsgespräche; der Zusammenschluss wurde vertraglich am 13. April 1983 besiegelt. 1985 wurde die Raiffeisen-Versicherungs- und Immobilien-Service GmbH gegründet. Im Mai des Jahres 1986 stand der Rohbau des neuen Bankgebäudes in Mengkofen. Das Bankhaus wurde am 25. Oktober 1986 seiner Bestimmung übergeben. Im Jahr 2000 fusionierte die Raiffeisenbank Mengkofen eG mit der Raiffeisenbank Loiching-Wendelskirchen eG zur Raiffeisenbank Mengkofen-Loiching eG. 2018 folgte schließlich die Fusion mit der VR-Bank Landau eG.

## Geschäftsgebiet
Die Bank unterhielt zuletzt 5 Geschäftsstellen und 2 SB-Stellen in den Gemeinden Mengkofen, Moosthenning, Loiching und Niederviehbach.

## Verbundpartner
Zu den Verbundpartnern zählten:
- DZ Bank
- Union Investment
- R+V Versicherung
- Bausparkasse Schwäbisch Hall
- VR Leasing
- DZ Hyp
- DZ Privatbank
- MünchenerHyp

## BankCard ServiceNetz
Die Genossenschaftsbank Raiffeisenbank Mengkofen-Loiching war dem bundesweiten BankCard ServiceNetz und dem BankCard KontoInfo angeschlossen.

## Sicherungseinrichtung
Die Bank war der amtlich anerkannten BVR Institutssicherung GmbH und der zusätzlichen freiwilligen Sicherungseinrichtung des Bundesverbandes der Deutschen Volksbanken und Raiffeisenbanken e. V. angeschlossen.